# Музей музыкальных инструментов Евгения Николаевича Пушкина
Музей музыкальных инструментов Евгения Николаевича Пушкина — музей, созданный на основе коллекции частного коллекционера Евгения Николаевича Пушкина, которую он подарил в 1986 году городу Волгограду. Экспозиция размещается в комнате частного дома Е. Н. Пушкина. Является филиалом Волгоградского областного краеведческого музея.

## История
Евгений Николаевич Пушкин — ветеран Великой Отечественной войны, коллекционер и реставратор музыкальных инструментов, родился в селе Родничок (Саратовская губерния) в марте 1904 года. Обладал абсолютным музыкальным слухом. В детстве научился играть на гармони. По словам внучки Пушкина, Людмилы Кравченко, смог освоить инструмент за одну ночь.

## Формирование коллекции
Стал собирать коллекцию в 1926 году. Собрал почти 30 музыкальных инструментов, среди них была Страдивари, но в военные дни практически вся коллекция была уничтожена, сохранился лишь итальянский баян. Пушкин собрал 262 музыкальных инструмента, среди которых были скрипки, гитары, баяны, аккордеоны, балалайки и фортепиано. Некоторым из инструментов исполнилось 150—200 лет. Пушкин чинил инструменты и совершенствовал их.

## Музей
В 1986 году Пушкин подарил свою коллекцию Волгограду, при условии что в музее могут работать только члены его семьи. Евгений Пушкин проводил экскурсии в музее, расположившемся в комнате его частного дома. В 1989 году Пушкин скончался. Его сын, внучка и правнук проводят экскурсии
Сейчас Волгоградский областной краеведческий музей, под предлогом защиты посетителей музея Пушкина и необходимости его ремонта запретил проведение экскурсий до тех пор, пока потомки Евгения Николаевича не произведут ремонт. Деньги на ремонт выделять не хотят, т.к. экспозиция находится в частном доме семьи Пушкиных. Боятся за жизнь посетителей. А судьба коллекции не очень беспокоит ни директора Мальченко Анатолия Андреевича, ни его заместителя Светлану Геннадьевну. Ведь если рухнет крыша коллекция будет повреждена, а некоторые экспонаты уничтожены.